# 3047 Goethe
A 3047 Goethe (ideiglenes jelöléssel 6091 P-L) a Naprendszer kisbolygóövében található aszteroida. Cornelis Johannes van Houten, Ingrid van Houten-Groeneveld, Tom Gehrels fedezte fel 1960. szeptember 24-én.